# Procaris noelensis
Procaris noelensis is een tienpotigensoort uit de familie van de Procarididae. De wetenschappelijke naam van de soort is voor het eerst geldig gepubliceerd in 2006 door Bruce & Davie.